# IC 3652
IC 3652 је елиптична галаксија у сазвјежђу Дјевица која се налази на листи објеката дубоког неба у Индекс каталогу.
Деклинација објекта је + 11° 11' 3" а ректасцензија 12h 40m 58,7s. Привидна величина (магнитуда) објекта IC 3652 износи 13,4 а фотографска магнитуда 14,4. Налази се на удаљености од 11,6 милиона парсека од Сунца. IC 3652 је још познат и под ознакама UGC 7838, MCG 2-32-175, CGCG 70-212, VCC 1861, PGC 42521.